# Curro de Utrera
Francisco Díaz García, de nombre artístico Curro de Utrera (Utrera, provincia de Sevilla, 27 de marzo de 1927-La Guijarrosa, provincia de Córdoba, 20 de junio de 2015) fue un cantaor flamenco español.

## Vida artística
Curro de Utrera nació el 20 de marzo de 1927 y fue considerado en España el cantaor de flamenco profesional con más años en activo, ya que, aunque estaba retirado de los escenarios, aún ofrecía recitales de forma esporádica.
Realizó sus primeras actuaciones como profesional de la mano de su mentor, Pepe Marchena, cuando contaba trece años de edad. En sus comienzos fue conocido como Curro el Toleano.
Estrella del fandango, a principios de la década de los cuarenta ingresó en la compañía de Marchena, gozaba de un notable reconocimiento en los círculos flamencos, protagonizando varios éxitos en los teatros españoles, para terminar asentándose más tarde en Madrid.
En 1958 ganó el premio del Concurso Nacional de Arte Flamenco de Córdoba.
Se le considera un destacado intérprete del cante flamenco cordobés, residiendo durante muchos años en esta provincia. De Curro de Utrera destacan sus interpretaciones en palos como la soleá de Córdoba y las alegrías, así como los fandangos abandolaos de la zona de Lucena. A lo largo de su trayectoria profesional, compartió escenario con artistas como Juan Valderrama, Lola Flores, La Niña de la Puebla o Antonio Molina.
El 27 de febrero de 2009 fue nombrado Hijo Predilecto de su ciudad natal.
Murió en La Guijarrosa, Córdoba, en la mañana del 20 de junio de 2015, sus restos fueron enterrados en el cementerio municipal de Utrera, su ciudad natal.